# Louise de la Vallière
Louise Françoise de La Baume Le Blanc de La Vallière (n. 6 august 1644, Vernas, Auvergne-Rhône-Alpes, Franța – d. 7 iunie 1710, Paris, Regatul Franței) a fost prima din cele trei importante favorite ale regelui Ludovic al XIV-lea al Franței în perioada 1661-1667. Ea a devenit mai târziu Ducesă de la Vallière și Ducesă de Vaujours. Louise de la Vallière a fost foarte pioasă. Spre sfârșitul vieții, ea a trăit în mănăstire. 

## Biografie

### Primii ani

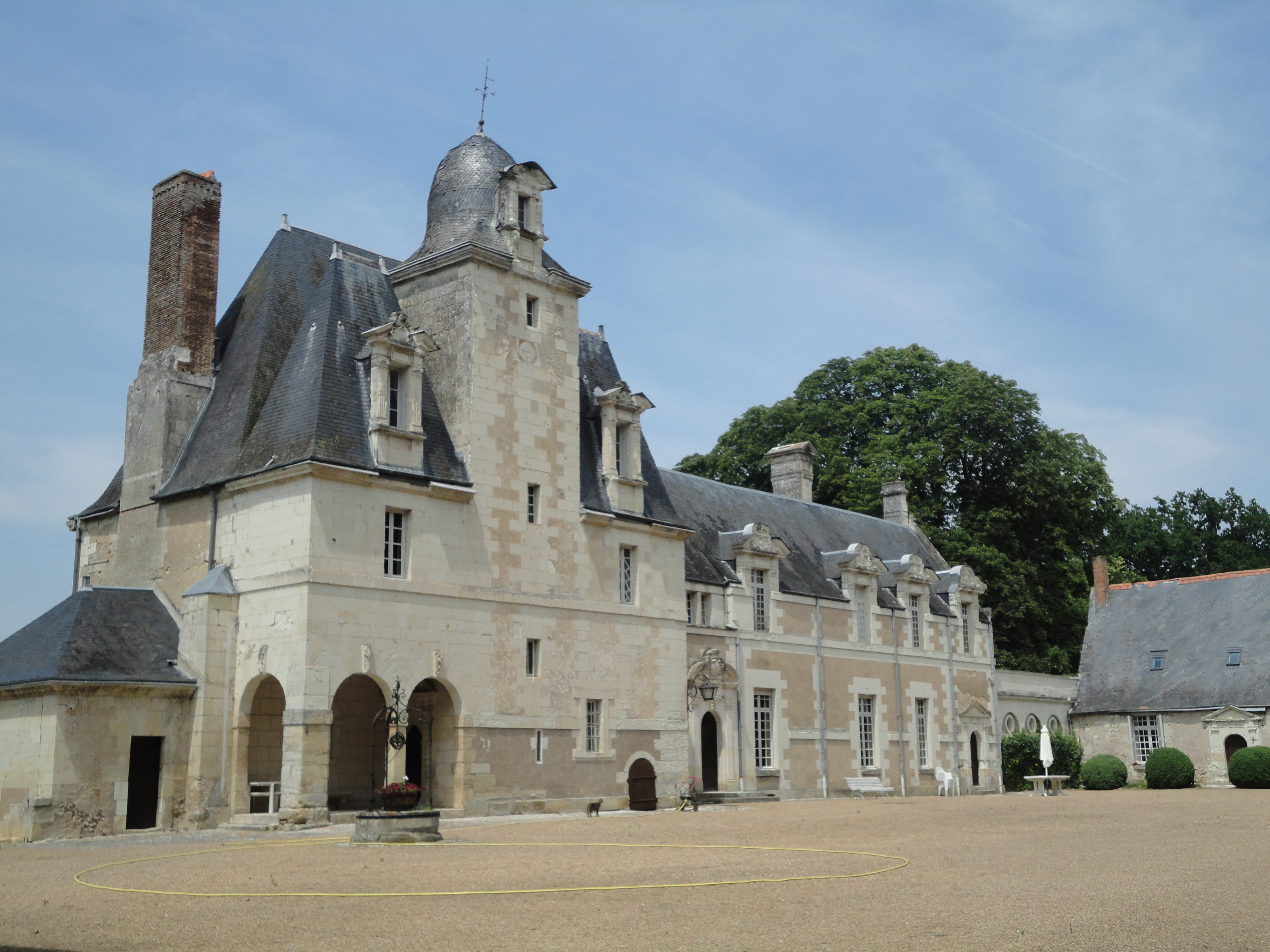
Castelul de la Vallière la Reugny

Louise s-a născut la Tours la 6 august 1644, era fiica unui ofițer, Laurent de La Baume Le Blanc - care a luat numele de La Vallière de la o mică proprietate din apropiere de Amboise - și Françoise Le Provost. Doi ani mai târziu se naște fratele său Jean François. În primii ani Louise trăiește în strâns contact cu natura, iubind mult animalele. Se spune că în acea perioadă cade în timp ce călărea, își fracturează o gleznă și rămâne cu un picior mai scurt.  Laurent de La Vallière a murit în 1651 lăsând familia plină de datorii, iar mama ei o trimite la o mănăstire la Tours, unde trăiau două mătuși călugărițe. În 1655, văduva lui s-a căsătorit cu Jacques de Courtarvel, marchiz de Saint-Rémy, care avea funcția de prim majordom al lui Gaston, Duce de Orléans, fratele mai mic al regelui Ludovic al XIII-lea. Noua familie s-a mutat la Blois, la curtea lui Gaston. Între 1655 și 1661 Louise împreună cu cele trei surori vitrege ale sale duce o viață lipsită de griji; învață să danseze, să cânte, să scrie, să se exprime cu eleganță.

După moartea lui Gaston, văduva s-a mutat cu fiicele sale la Palatul Luxemburg din Paris și împreună cu ele a mers și Louise, în vârstă de șaisprezece ani.

### La curtea Franței

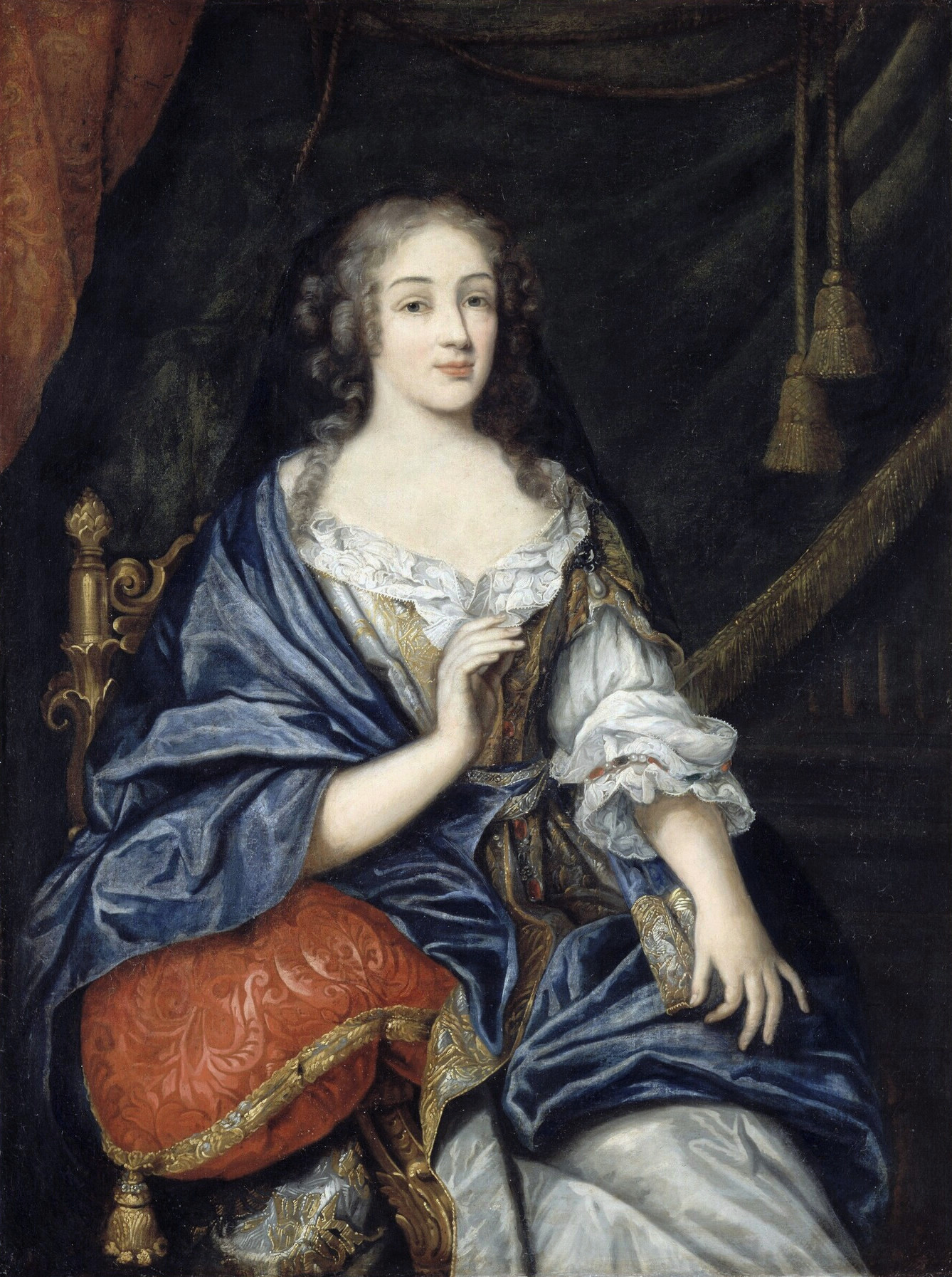
Louise de la Vallière

Prin influența lui Madame de la Choisy, Louise a fost numită doamnă de onoare la curtea Henriettei, sora regelui Carol al II-lea al Angliei, care avea acceeași vârstă cu Louise și care tocmai se căsătorise cu Filip I, Duce de Orléans, fratele regelui Ludovic al XIV-lea. Curând, au apărut o serie de zvonuri legate de Henrietta și cumnatul ei, regele Ludovic al XIV-lea. Pentru a le contracara, mama sa a selectat trei tinere fete pentru "a sta în calea lui", Louise fiind  una dintre ele. Prima, Mademoiselle de Pons, trebuie să se întoarcă la Paris pentru a avea grijă de un unchi bolnav. A doua, Mademoiselle de Chémérault, îl obosește pe rege cu insolența și lipsa ei de respect. Astfel, Ludovic începe să o curteze pe Louise, despre care Abbé de Choise spunea: "avea șaptesprezece ani, părul blond, ochi albaștri, un zâmbet dulce ... o expresie tandră și modestă." Avea un picior mai scurt decât celălalt, așa că purta încălțăminte specială.

### Amanta lui Ludovic al XIV-lea

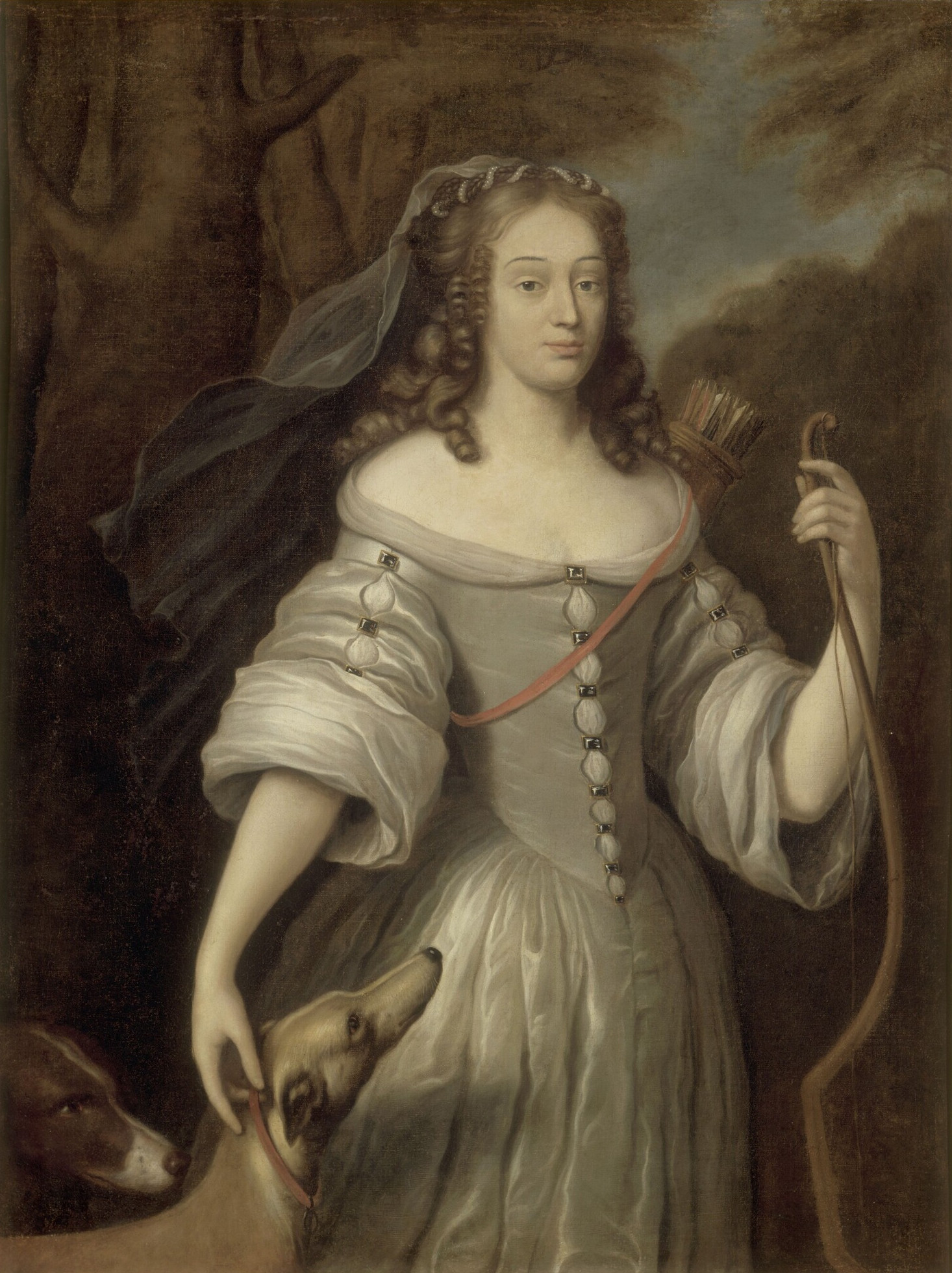
Portret al lui Louise-Françoise de La Baume Le Blanc, ducesă de La Vallière ca Diana, 1667.

După doar două luni la curtea de la Fontainebleau, Louise devine amanta regelui. Inițial, Louise a fost destinată să  distragă atenția regelui de la periculosul flirt cu cumnata sa, prințesa Henrietta, însă Louise și Ludovic s-au îndrăgostit. Louise nu era extravagantă și nu era interesată de bani sau titluri, ci doar de dragostea regelui. Antonia Fraser scrie că ea a fost "o dragoste secretă nu o metresă oficială precum Barbara Villiers." În februarie 1662 a fost un adevărat scandal, atunci când Louise a refuzat să-i spună iubitului ei despre legătura dintre Madame (Henrietta) și contele de Guise. Rivala ei, Olympe Mancini, contesă de Soissons, nepoata cardinalului Mazarin a căutat să o îndepărteze aducând la cunoștința reginei Maria Tereza a Spaniei despre legătura cu regele.A fost îndepărtată din serviciul Madamei și s-a stabilit într-o mică clădire din palatul regal, unde la 19 decembrie 1663 a dat naștere unui fiu, Charles. Louise îl urma pe Ludovic la vânătoare, în mutăriile de la o reședință la alta, în călătorii, în expedițiile militare. Această relație, pe care regele n-a ascuns-o, o făcea pe soția sa să sufere și provoca îndurerare mamei sale, Ana de Austria. La șapte zile după moartea Anei de Austria, la liturghia celebrată în amintirea ei, în tribuna de onoare, la dreapta suveranei, s-a aflat Louise de Vallière. Din vremurile Dianei de Poitiers, metresa regelui Henric al II-lea al Franței Parisul nu mai asistase la așa o umilire a reginei. Louise de la Vallière a fost preocupată de literatură, a citit din lucrările lui Descartes și Socrate. În scrisorile și în scrierile ei a pus accentul pe virtuți precum speranța, binefacerea și, nu în ultimul rând, credința. 

### Sfârșitul relației cu regele și retragerea în mănăstire

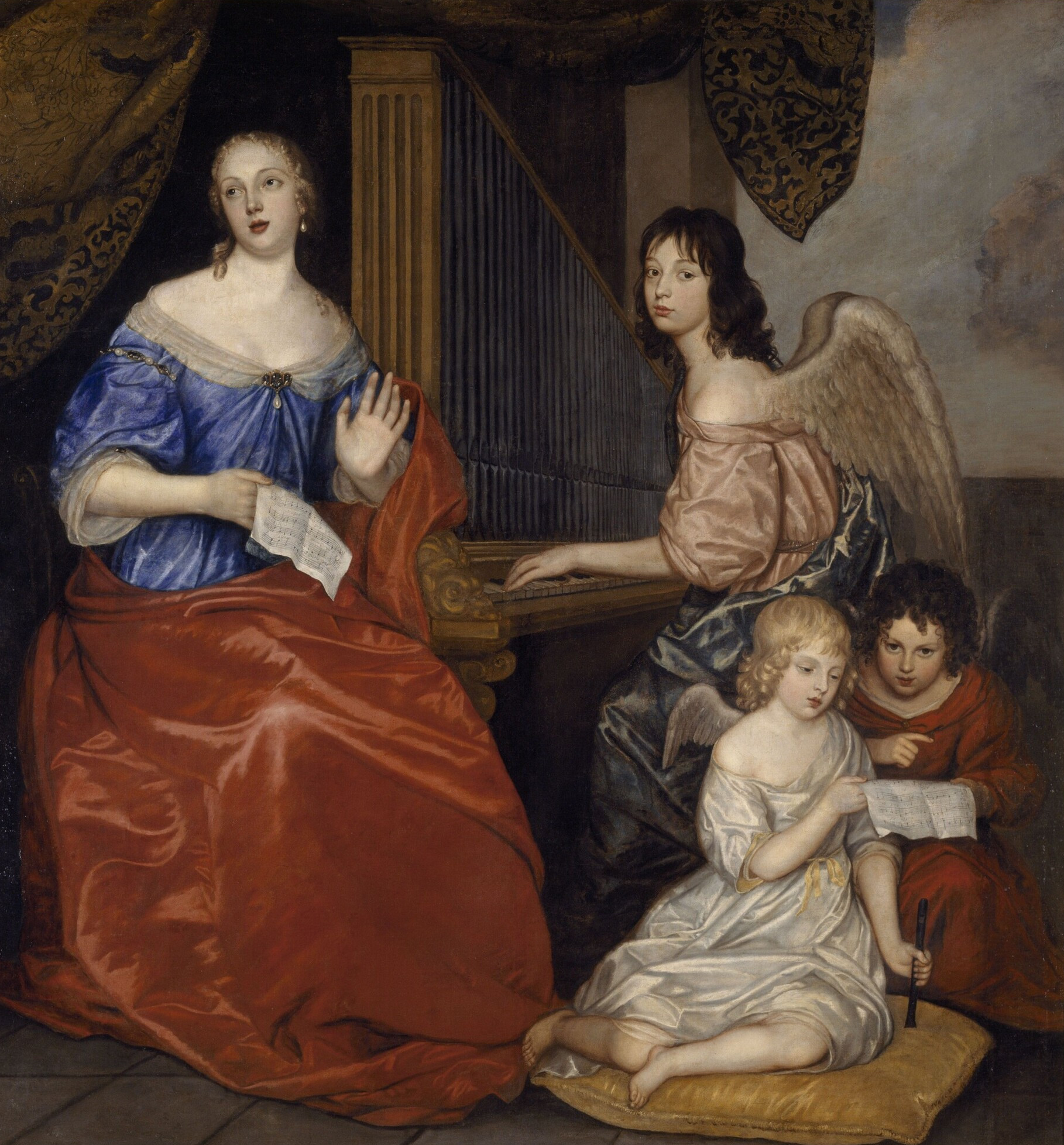
Louise de la Vallière cu fiii săi de Peter Lely

După mai mult de patru ani de relație, regele își găsește o nouă favorită în persoana frumoasei Françoise-Athénaïs de Montespan însă nu pune capăt legăturii cu Louise din mai multe motive: doamna de Montespan era căsătorită, ceea ce îi agravează lui Ludovic poziția în fața Bisericii. În momentul când își afișează favorurile pentru doamna de Montespan, regele o numește pe Louise, care era însărcinată în șase luni, ducesă de Vaujours ca un fel de cadou de adio. Fetița lor, Marie Anne de Bourbon, (născută în 1666) este recunoscută de rege, în mai 1667 și primește titlul de Mademoiselle de Blois. În 2 octombrie 1667 ea dă naștere ultimului fiu, Louis de Bourbon. Împrejurările de acum patru ani se repetă, numai că acum Louise este cea care trebuie să suporte durerea și umilința. De fiecare dată când regele dorea să călătorească cu madame de Montespan, Louise era nevoită să o însoțească. Louise este nașa primei fiice a regelui și a amantei sale, care a fost numită Louise.  După trei ani, în 1670, lovită de o boală gravă, Louise devine conștientă de păcatul comis și cuprinsă de vinovăție se deschide în fața lui Dumnezeu. Criza ei religioasă este povestită de ea însăși într-un document publicat pentru prima oară în 1680 cu titlul Réflexions sur la miséricorde de Dieu (Rugăciuni și reflecții asupra Îndurării Divine). În 1671 fuge la mănăstirea Saint Marie de Chaillot, dar regele o obligă să se întoarcă la curte.  După încă trei ani, timp în care continuă să sufere din cauza relației regelui cu doamna de Montespan, ex-favorita se retrage la mănăstirea Carmel. Obligată să ceară permisiunea lui Ludovic înainte de a intra în mănăstire, ea refuză să intre într-o mănăstire "mai primitoare". Madame de Montespan încearcă să o facă să se răzgândească prin doamna Scarron (viitoarea Madame de Maintenon)care îi ilustrează condițiile grele și suferințele ce o așteaptă în mănăstire, dar Louise nu cedează.
Înainte de a se călugări, Louise cere scuze în mod public reginei Maria Tereza: s-a aruncat la picioarele reginei și a spus "crimele mele au fost publice, pocăința mea trebuie să fie publică". 

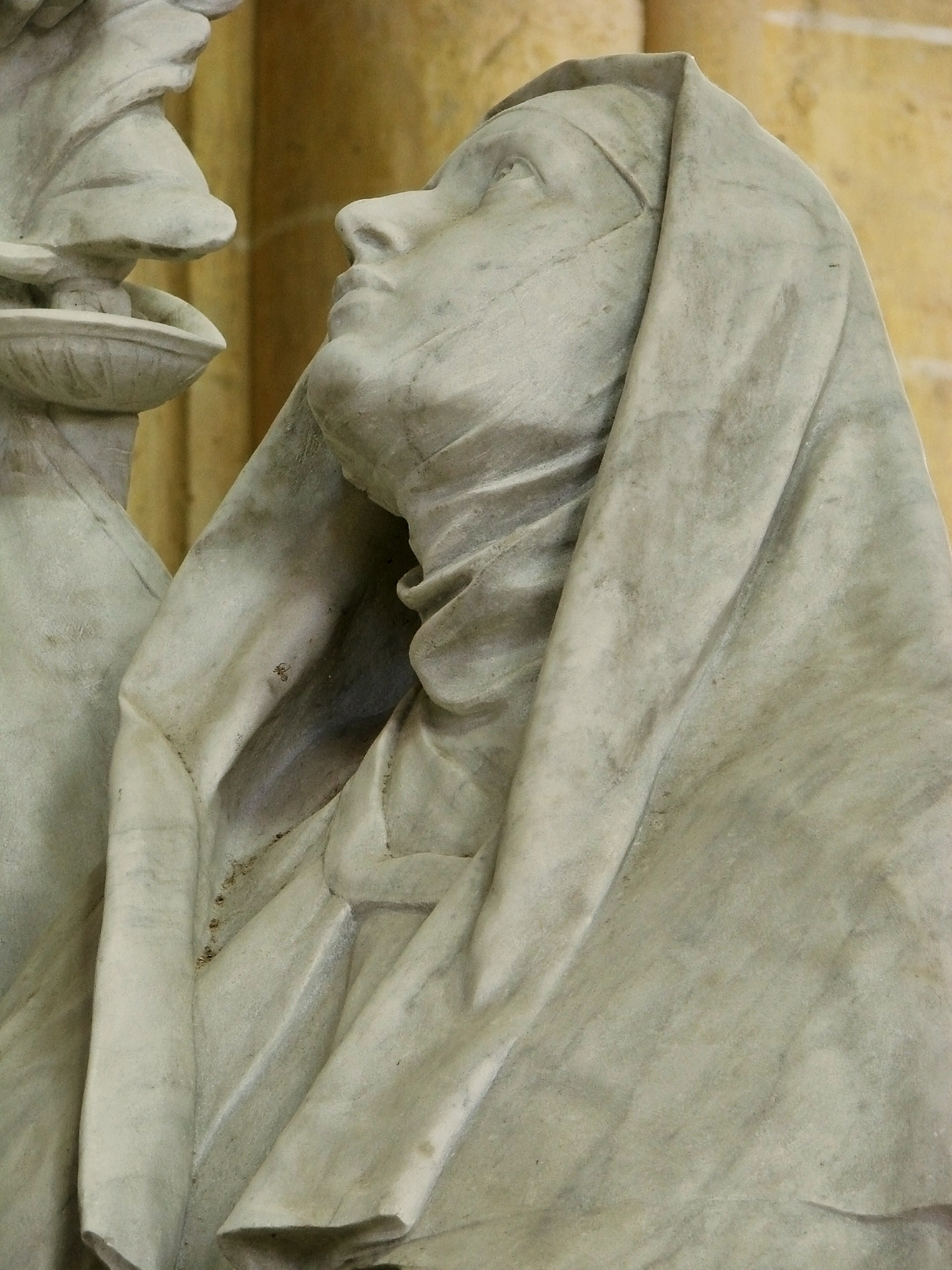
Louise de la Miséricorde, monument de Bossuet aflat la catedrala din Meaux

La 2 iunie 1674 Louise este primită ca novice în biserica mănăstirii, iar vălul negru l-a primit de la regină care a sărutat-o și binecuvântat-o. La ceremonia publică a călugăririi definitive, proaspăta călugăriță nu împlinise încă 30 de ani și avea să-și petreacă următorii 35 de ani dând pildă lumii cu „unul dintre cele mai desăvârșite exemple de penitență pe care Dumnezeu voise să-l arate oamenilor din acea vreme.” Va lua numele de Louise de la Miséricorde. În mănăstire a fost vizitată de  regină, care avea obiceiul să facă scurte sejururi, pentru a-i face companie și pentru a găsi consolare spirituală. O vizitează marchiza de Sévigné și ducesa de Orleans căreia îi încredințase educația fiului său, contele de Vermandois. Mai târziu va primi vizite de la Madame de Montespan, care dorea să ducă o viață evlavioasă și avea nevoie de sfaturi.  Moare în 6 iunie 1710 și este înmormântată în cimitirul mănăstirii. Saint-Simon o descrie ca pe o sfântă și a spus :fericit regele, dacă ar fi avut doar amante ca domnișoara de le Vallière...
Sainte-Beuve a spus că dintre cele trei amante faimoase ale regelui Ludovic al XIV-lea, Louise e de departe cea mai interesantă, unica interesantă prin ea însăși.

## Descendenți
Louise a avut împreună cu Ludovic al XIV-lea 6 copii (exista chiar dovezi care sugerează că au fost 7 copii). Numai ultimii doi au supraviețuit copilăriei. Acești copii au fost:
- Un fiu (1662-1662) - se crede că Louise a avut un avort
- Charles (1663-1665) - decedat la o vârstă fragedă
- Philippe (1665-1666) - decedat la o vârstă fragedă
- O fiică (1666-1666) - decedată la scurt timp după naștere
- Marie Anne de Bourbon (1666-1739) - după ce tatăl ei a recunoscut-o a fost cunoscută ca "Mademoiselle de la Blois". Mai târziu s-a măritat cu Louis Armand I, Prinț de Conti. Prin această căsătorie ea a fost recunoscută în mod  oficial prințesă de sânge. Este singurul copil care a supraviețuit mamei.
- Louis de Bourbon, conte de Vermandois (1667-1683) - la 16 ani a murit în prima sa campanie militară.

## Influența în cultura populară

### Literatură
- În romanul Vicontele de Bragelonne, Alexandre Dumas tatăl s-a inspirat pentru personajul Louise de la Vallière, care era logodnica lui Raul, fiul fostului mușchetar Athos.
- Un roman de Nodoru Yamaguchi, unde eroina este Louise de la Valliére. A fost realizată o serie de desene animate japoneze, inspirată din acest roman.
- Louise de la Vallière este personajul cheie într-un roman de Yves Jégo din 1661.
- La petite-Louise de la Vallière, 1959,  biografie de Joan Sanders.
- Un roman istoric de Sandra Gulland, Mistress of the sun, publicat în 2008.
- Înainte de Versaille, roman de Karleen Koen, 2011.

### Film
- Castelul pierdut film tv. francez, din 1973, bazat pe memoriile lui Saint-Simon, cu Claude Jade în rolul Louisei de la Vallière.
- Dacă Versailles mi-ar fi spus..., film francez din 1954, cu Giselle Pascal în rolul Louisei de la Vallière.